# Chonsu
Chonsu (v překladu „Poutník“, dřívější badatelé jeho jméno odvozovali od spojení „placenta krále“) je zpravidla antropomorfní staroegyptský bůh doložený v Textech pyramid z doby Staré říše jako pomocník panovníka při jeho posmrtném výstupu na nebesa. V rozvinuté teologii pozdějších období je spojován nejen s Měsícem, což je pravděpodobně jeho původní role, ale i vzduchem a lékařstvím. Postupem času splynutím s jinými bohy přebíral některé další úlohy, například bůh světla. Chonsu je synem vesetských bohů Amona a Mut. Zobrazován byl jako mladý muž, držící berlu a důtky a na hlavě má srpek půlměsíce a dlouhý cop.